# Festival Internacional de Cinema de Berlim 1968
A 18ª edição anual do Festival Internacional de Cinema de Berlim foi realizado entre os dias 21 de junho a 2 de julho de 1968. O Urso de Ouro foi concedido ao filme sueco Ole dole doff, dirigido por Jan Troell.

## Júri
As seguintes pessoas foram anunciados como jurados do festival:
- Luis García Berlanga (chefe do júri)
- Peter Schamoni
- Alex Viany
- Georges de Beauregard
- Alexander Walker
- Domenico Meccoli
- Carl-Eric Nordberg
- Gordon Hitchens
- Karsten Peters

## Filmes em competição
Os seguintes filmes competiram pelo prêmio Urso de Ouro:
| † | Vencedor do prêmio principal de melhor filme em sua seção |
| Título                                    | Diretor(es)                          | País                   |
| ----------------------------------------- | ------------------------------------ | ---------------------- |
| 13 jours en France                        | Claude Lelouch François Reichenbach  | França                 |
| Asta Nielsen                              | Asta Nielsen                         | Dinamarca              |
| Banditi a Milano                          | Carlo Lizzani                        | Itália                 |
| Charly                                    | Ralph Nelson                         | Estados Unidos         |
| Chronik der Anna Magdalena Bach           | Jean-Marie Straub Danièle Huillet    | Alemanha Itália        |
| Come l'amore                              | Enzo Muzii                           | Itália                 |
| Fome de Amor                              | Nelson Pereira dos Santos            | Brasil                 |
| Gates to Paradise                         | Andrzej Wajda                        | Iugoslávia Reino Unido |
| Hatsukoi Jigokuhen                        | Susumu Hani                          | Japão                  |
| Il giorno della civetta                   | Damiano Damiani                      | França Itália          |
| An Indian Day                             | S. Sukhdev                           | Índia                  |
| L'homme qui ment                          | Alain Robbe-Grillet                  | Checoslováquia França  |
| Krek                                      | Borivoj Dovnikovic-Bordo             | Iugoslávia             |
| Lebenszeichen                             | Werner Herzog                        | Alemanha               |
| Nevinost bez zastite                      | Dušan Makavejev                      | Iugoslávia             |
| Ole dole doff                             | Jan Troell                           | Suécia                 |
| Peppermint Frappé                         | Carlos Saura                         | Espanha                |
| Portrait: Orson Welles                    | François Reichenbach Frédéric Rossif | França                 |
| The Ernie Game                            | Don Owen                             | Canadá                 |
| The Immortal Story                        | Orson Welles                         | França                 |
| To Grab the Ring: Enkele reis voor Alfred | Nikolai van der Heyde                | Países Baixos          |
| Toets                                     | Tim Tholen                           | Países Baixos          |
| Tolerancija                               | Zlatko Grgić Branko Ranitović        | Iugoslávia             |
| U raskoraku                               | Milenko Štrbac                       | Iugoslávia             |
| Week-end                                  | Jean-Luc Godard                      | França                 |

## Prêmios
Os seguintes prêmios foram concedidos pelo júri:
- Urso de Ouro: Ole dole doff por Jan Troell
- Urso de Prata de Melhor Diretor: Carlos Saura por Peppermint Frappé
- Urso de Prata de Melhor Atriz: Stéphane Audran por Les Biches
- Urso de Prata de Melhor Ator: Jean-Louis Trintignant por L'homme qui ment
- Grande Prêmio do Júri:
  - Dušan Makavejev por Nevinost bez zastite
  - Werner Herzog por Lebenszeichen
  - Enzo Muzii por Come l'amore
- Prêmio de Filme Juvenil — Melhor Longa Metragem: Come l'amore por Enzo Muzii
- Prêmio FIPRESCI
  - Nevinost bez zastite por Dušan Makavejev
- Prêmio FIPRESCI — Menção honrosa
  - Asta Nielsen
- Prêmio Interfilm — Otto Dibelius Film Award
  - Ole dole doff por Jan Troell
- Prêmio OCIC
  - Ole dole doff por Jan Troell
- Prêmio UNICRIT
  - Ole dole doff por Jan Troell
- IWG Golden Plaque
  - Ole dole doff por Jan Troell
  - L'Homme qui ment por Alain Robbe-Grillet